# Hemerobius simulans
Hemerobius simulans är en insektsart som beskrevs av Walker 1853. Hemerobius simulans ingår i släktet Hemerobius och familjen florsländor. Arten är reproducerande i Sverige. Inga underarter finns listade i Catalogue of Life.